# Edgar Stepanyan
Edgar Stepanyan (* 1. Januar 1997 in Masis) ist ein armenischer Radrennfahrer, der auf Bahn und Straße Rennen bestreitet.

## Sportliche Laufbahn
2014 errang Edgar Stepanyan bei der Junioren-Weltmeisterschaft die Bronzemedaille im Punktefahren. Im Jahr darauf wurde er Junioren-Europameister im Scratch und war damit der erste Radsportler seines Landes, der Gold bei Europameisterschaften gewann. Im selben Jahr wurde er Vize-Weltmeister der Junioren im Punktefahren. 2017 belegte er beim Lauf des Bahn-Weltcups 2017/18 in Pruszków Platz zwei im Scratch, 2018 wurde er U23-Europameister im Punktefahren; bei den Bahn-Europameisterschaften der Elite belegte er im Punktefahren Platz acht. Ebenfalls 2018 zog er in die USA und schloss sich dort dem Club Velo Pasadena an, der von einem Landsmann, dem ehemaligen Rennfahrer Hrach Gevrikyan, gegründet wurde und geleitet wird.
Ende Mai 2019 brach sich Stepanyan beim Grand Prix of Moscow den Arm. Wenige Wochen später nahm er an den Europaspielen in Minsk teil. Im Straßenrennen startete er auf Anraten der Ärzte nicht, aber im Scratch-Rennen auf der Bahn und belegte dort Rang 16.

## Erfolge

### Bahn
2014
- Junioren-Weltmeisterschaft – Punktefahren

2015
- Junioren-Weltmeisterschaft – Punktefahren
- Junioren-Europameister – Scratch

2018
- U23-Europameister – Punktefahren